# Diego Tlilpotonqui
Diego Tlilpotonqui (fl. XVI secolo) fu un tlatoani della civiltà precolombiana degli Acolhua, a capo dell'altepetl di Tepetlaoztoc nella valle del Messico. Regnava su Tepetlaoztoc durante l'arrivo degli spagnoli, nel 1519.

## Biografia
Tlilpotonqui era il nipote di Cocopin, precedente re di Tepetlaoztoc. Dopo la morte di Cocopin fu la moglie Azcasuch, figlia di Acolmiztli Nezahualcóyotl, re di Texcoco, a succedergli nel ruolo di cihuatlatoani (regina). Dopo la morte di Azcasuch il titolo passò a Tlilpotonqui.
Dopo essersi convertito al Cristianesimo, Tlilpotonqui fu battezzato prendendo il nome spagnolo di Diego.
Tlilpotonqui non lasciò figli legittimi. Dopo la sua morte fu il nipote Luis de Tejada a diventare tlatoani.